# Saint-Hilaire (Doubs)
Saint-Hilaire – miejscowość i gmina we Francji, w regionie Burgundia-Franche-Comté, w departamencie Doubs.
Według danych na rok 1990 gminę zamieszkiwało 48 osób, a gęstość zaludnienia wynosiła 18 osób/km² (wśród 1786 gmin Franche-Comté Saint-Hilaire plasuje się na 695. miejscu pod względem liczby ludności, natomiast pod względem powierzchni na miejscu 983.).